# Нова Тиса
Нова Тиса (рум. Tisa Nouă) је насељено место општине Фантанеле у жупанији Арад у Румунији. Према попису из 2021 године било је 924 становника. 

## Становништво
Према попису становништва из 2011. године у насељу је живело 949 становника. 
| Етнички састав према попису из 2011. године‍ | Етнички састав према попису из 2011. године‍ | Етнички састав према попису из 2011. године‍ | Етнички састав према попису из 2011. године‍ | Етнички састав према попису из 2011. године‍ |
| ------------------------------------------- | ------------------------------------------- | ------------------------------------------- | ------------------------------------------- | ------------------------------------------- |
|                                             |                                             |                                             |                                             |                                             |
| Румуни                                      | Румуни                                      |                                             | 876                                         | 92,3%                                       |
| Словаци                                     | Словаци                                     |                                             | 11                                          | 1,2%                                        |
| неизјашњени                                 | неизјашњени                                 |                                             | 49                                          | 5,2%                                        |